# Andrea Cirrincione

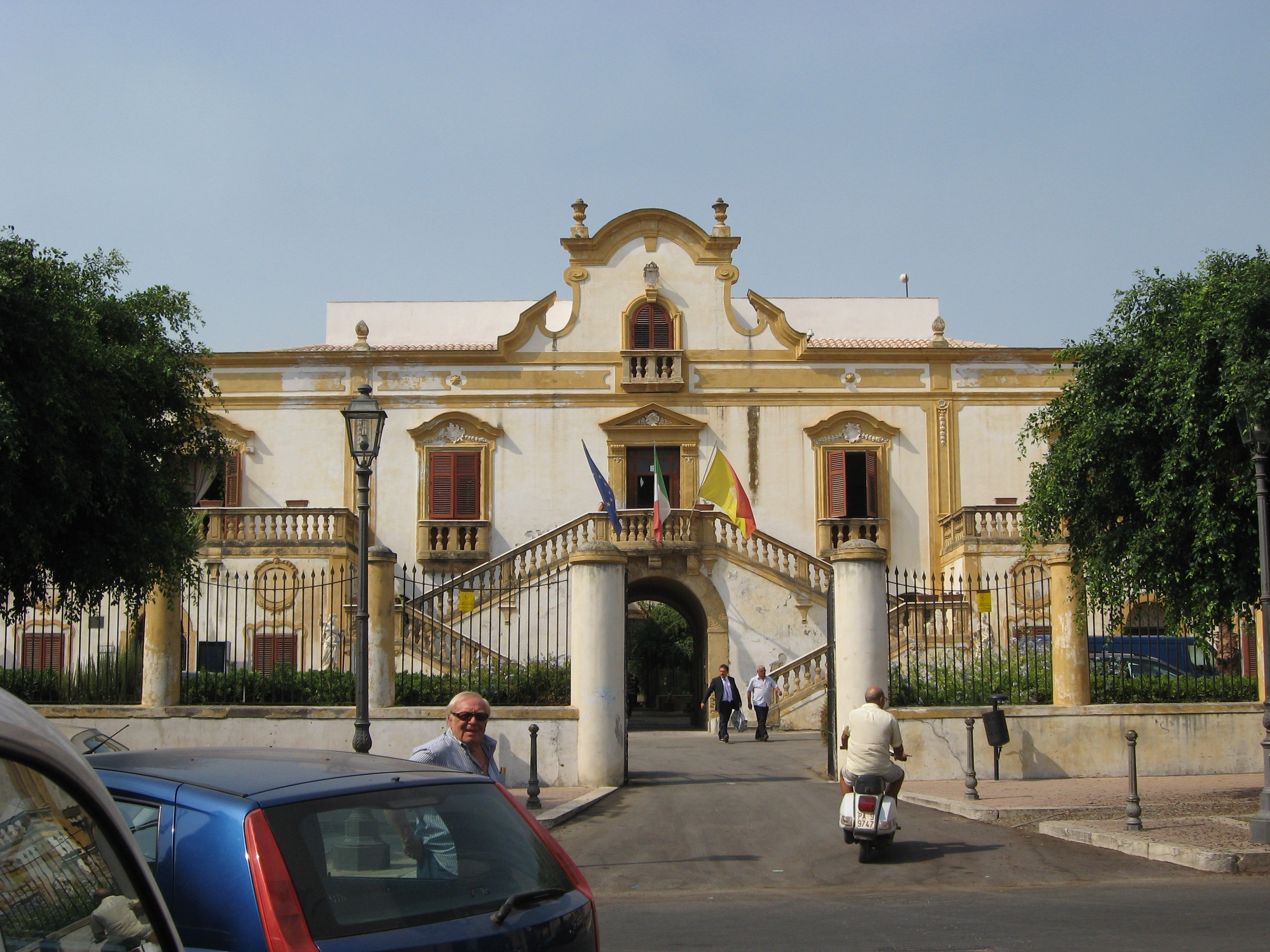
Villa Filangeri a Santa Flavia.

Andrea Cirrincione (Ciminna (?), 1607 – Palermo, 1683) è stato un architetto e religioso italiano, fu il progettista dell'ordine domenicano in Sicilia a metà del XVII secolo.

## Biografia
Cirrincione fu un padre domenicano. La sua formazione teorica deve probabilmente essere avvenuta all'interno dell'ordine. Tuttavia sembra che sia stato allievo di Mariano Smiriglio, architetto del Senato. Nel 1640, quando aveva poco più di trenta anni e scarsa esperienza, gli fu affidato il progetto di ricostruzione della chiesa di San Domenico, uno degli edifici religiosi più grandi e importanti di Palermo, il cui cantiere ebbe da subito molte traversie e il cui progetto fu però cambiato successivamente da altri architetti, tanto che una parte della storiografia attribuisce il progetto, poi realizzato, a Vincenzo Tedeschi.A metà secolo lo troviamo impegnato in diverse progettazioni e cantieri per l'ordine domenicano a Palermo. Dunque la supervisione del lungo cantiere di San Domenico, che padre Cirrincione diresse fino alla morte,  gli permise di accumulare esperienza e grandi competenze costruttive.
Contemporaneamente era precettore presso il collegio dei padri domenicani dove si coltivavano forti interessi per le discipline matematiche e l'architettura e dove ebbe come allievo e poi collaboratore anche il confratello Tommaso Maria Napoli. 
All’apice del successo professionale operò anche nel campo dell’edilizia privata, con i progetti per la villa Resuttano ai Colli, per la villa San Marco a Santa Flavia su incarico del conte Vincenzo Giuseppe Filangeri e, infine, per il restauro della facciata di palazzo Terranova a Palermo.

## Opere
- Chiesa di S. Maria della Pietà per le monache domenicane, lasciata incompleta alla sua morte e la cui facciata fu poi progettata da Giacomo Amato.